# Zwerghonigbiene

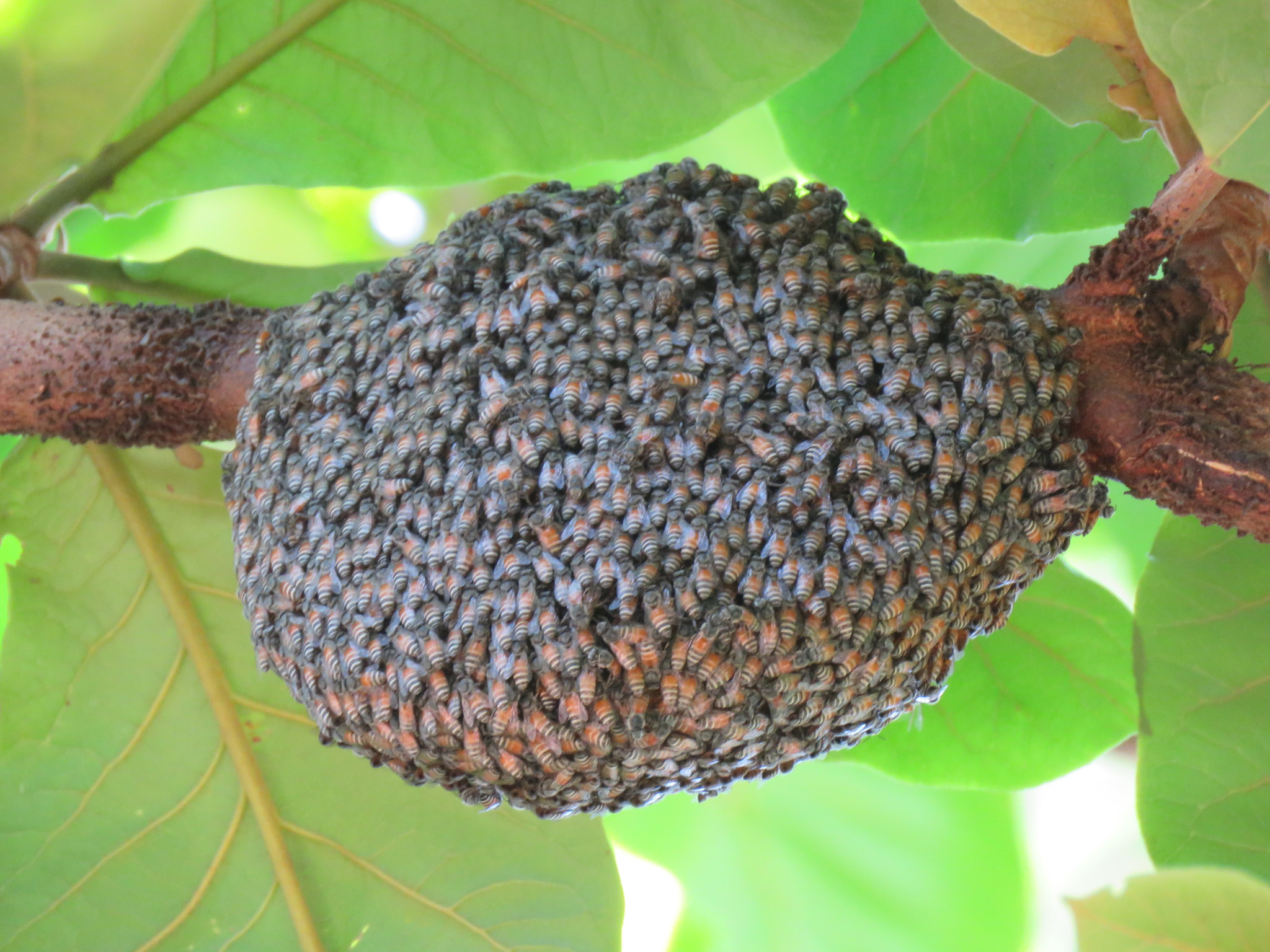
Zwerghonigbiene (Apis florea), Nest

Die Zwerghonigbiene (Apis florea) ist eine der acht in Asien vorkommenden Arten aus der Gattung der Honigbienen (Apis). Sie wurde bereits 1787 durch Johann Christian Fabricius beschrieben.

## Verbreitungsgebiet
Ihr Verbreitungsgebiet reicht von Oman bis zu den indonesischen Inseln. In den achtziger Jahren des zwanzigsten Jahrhunderts wurden Zwerghonigbienen in den Sudan eingeführt, in den frühen neunziger Jahren wurden sie auch im Irak nachgewiesen. Inzwischen wurde sie auch in Taiwan und Nordafrika gefunden sowie 2024 auch zum ersten Mal in Europa.

## Beschreibung
Die Zwerghonigbiene hat zwei ziegelrote Bänder am Hinterleib, die anderen Segmente sind schwarz mit weißen Querstreifen. Die Biene ist etwa halb so groß wie die Honigbiene. Das Volk baut nur eine einzelne, handtellergroße Wabe im Freien an einem Zweig an, an deren oberen Ende sich eine waagerechte Plattform befindet, die für den bienentypischen Schwänzeltanz genutzt wird. Die Völker können bis zu 20.000 Individuen umfassen. Die Drohnen der weltweit zweitkleinsten Honigbienenart (noch kleiner ist nur die Zwergbuschbiene) fliegen vorwiegend zur Mittagszeit.

## Besonderheit
Wenn ein Volk der Zwerghonigbiene weisellos wird, d. h. seine Königin verliert, nutzen Arbeiterinnen fremder Kolonien die Gelegenheit und gesellen sich dazu, um Drohnen mit ihrem Erbmaterial in diesem Volk zu erzeugen. Begünstigt wird dies durch den Bau der Wabe im Freien. Ein solches Parasitieren weiselloser Völker kommt bei der Westlichen Honigbiene nicht vor.